# Holcocera confamulella
Holcocera confamulella é uma espécie de mariposa do gênero Holcocera pertencente à família Coleophoridae.